# Caroline De Meerleer
Caroline De Meerleer is een Belgisch politica, 6de schepen van Aalst en raadgever lokaal beleid van Ben Weyts.

## Loopbaan
Ze studeerde aan het Sint-Maarteninstituut in Aalst.
Ze heeft een master in handelswetenschappen, deze behaalde ze in het VLEKHO (2003-2005). Voordat ze zich toelegde op de politiek was ze assistant professional banker bij BNP Paribas Fortis.
Op 1 januari 2021 werd ze 6de schepen van Aalst, een functie die ze overnam van voormalig 6de schepen Mia De Brouwer. Ze is de schepen voor toerisme, bevolking, burgerlijke stand, senioren, dierenwelzijn, productontwikkeling- en beheer, onthaal.

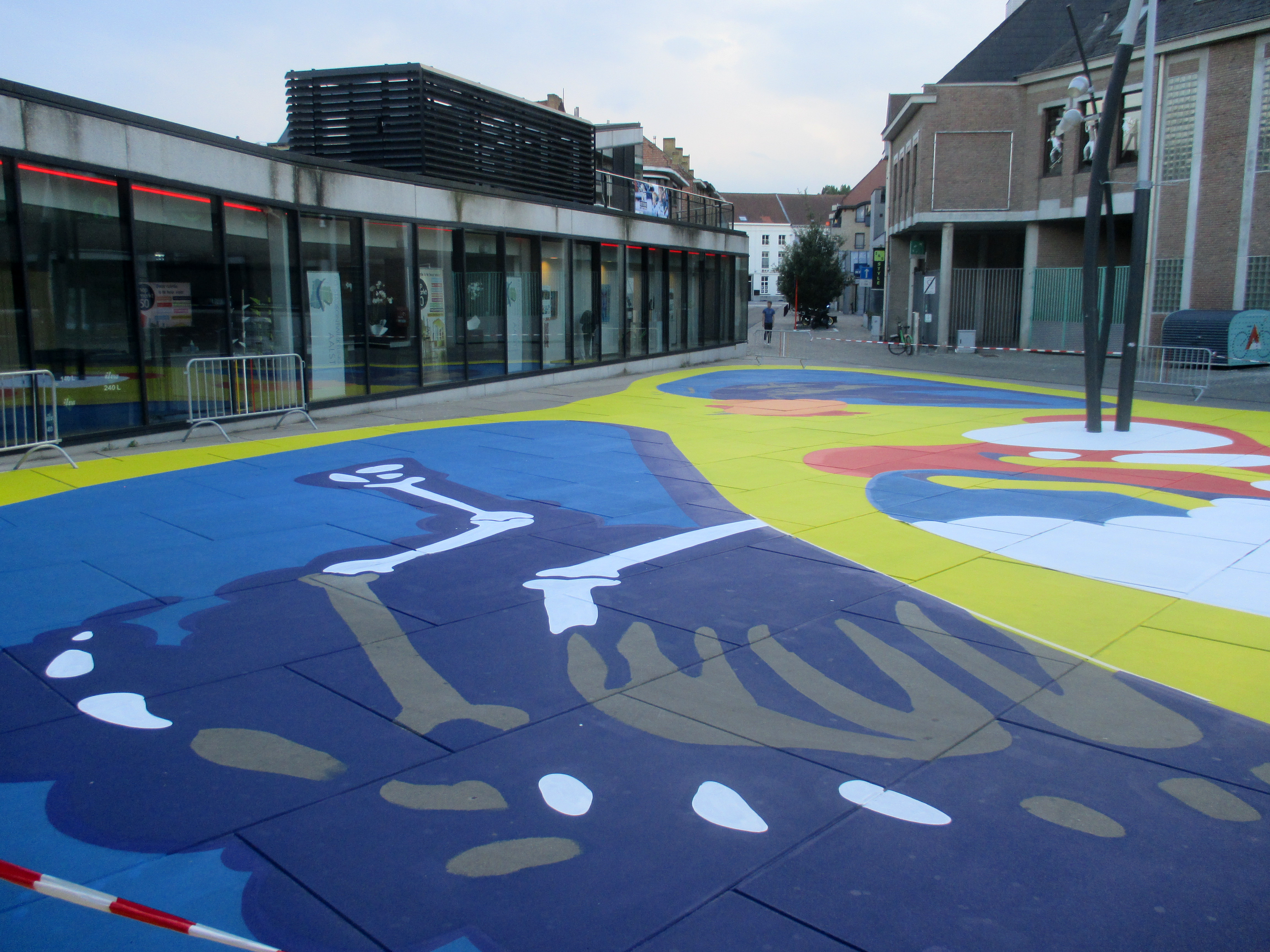
De Hopmarkt in Aalst, beschilderd door Van Schuylenbergh en Hendrickx. Een initiatief van De Meerleer. (Onaf).

In 2021 liet De Meerleer, kunstenaars Mattis Van Schuylenbergh en Sven Hendrickx de Hopmarkt schilderen. Dit met het idee "een creatieve grondtekening met Instagram-factor in combinatie met een spelelement voor de kinderen" te maken.